# Željko Ražnatović
Željko Ražnatović (Servisch: Жељко Ражнатовић) (Brežice, 17 april 1952 – Belgrado, 15 januari 2000), beter bekend als Arkan (Servisch: Аркан), was een Montenegrijns en Servisch nationalist, die wegens oorlogsmisdaden door het Joegoslaviëtribunaal in Den Haag was aangeklaagd. Hij werd beschuldigd van onder andere moord op en wreedheden tegen burgers in Bosnië en Herzegovina.
Arkan was commandant van de paramilitaire groep 'Arkans Tijgers' (Arkanovi Tigrovi, Servisch: Арканови тигрови), die op 11 oktober 1990 door hem werd opgericht. Tussen augustus en december 1991 vochten zij in Kroatië. Vanaf het voorjaar van 1992 werden zij in Bosnië ingezet (onder andere in de plaatsen Bijeljina, Sanski Most en Zvornik), waar zij zich schuldig maakten aan het plegen van misdrijven tegen de menselijkheid en oorlogsmisdrijven.
In 1992 werd Arkan gekozen in het Servische parlement als afgevaardigde van de kieskring Kosovo. Later werd hij ook voor korte tijd minister in de Republiek Servisch Krajina.
In 1995 trouwde Arkan met de 'turbo-folk'-zangeres Svetlana Veličković (Ceca). De trouwplechtigheid, met veel prominente gasten, werd op televisie uitgezonden. Arkan kreeg bij verschillende vrouwen negen kinderen.
Arkan werd voor zijn vermeende misdaden niet meer berecht. Op 15 januari 2000 werd hij in de hal van het Hotel Intercontinental in Belgrado samen met twee anderen doodgeschoten. De dader Dobrosav Gavrić werd voor de moorden gearresteerd en in 2006 veroordeeld tot dertig jaar gevangenisstraf.